# Sopot Festival 1978
Sopot Festival 1978 – 18. edycja Międzynarodowego Festiwalu Piosenki i zarazem 2. edycja Międzynarodowego Festiwalu Interwizji. Wydarzenie miało miejsce w Operze Leśnej w dniach 23–26 sierpnia 1978 roku. Konkurs prowadzili Irena Dziedzic i Jacek Bromski. Wygrała Ałła Pugaczowa z piosenką „Всё могут короли”.

## Grand Prix
Nagrodę „Grand Prix Festiwalu Interwizji” otrzymała Ałła Pugaczowa ze Związku Radzieckiego, która zaśpiewała piosenkę „Всё могут короли” („Wsio mogut koroli”). Natomiast w konkursie wytwórni fonograficznych, wyróżnieniem „Grand Prix du Disque” uhonorowany został zespół Dream Express, który przedstawił interpretację utworu „Just Wanna Dance with You”.

## Konkurs Wytwórni Fonograficznych (półfinał)
|    | Kraj              | Język      | Wykonawca          | Tytuł                                     | Miejsce | Punkty |
| -- | ----------------- | ---------- | ------------------ | ----------------------------------------- | ------- | ------ |
| 01 | Belgia            | angielski  | Ann Michel         | „Winter Memories”                         | 9       | 8      |
| 02 | Japonia           | angielski  | Yoshiko Kimura     | „Memor”                                   | 5       | 47     |
| 03 | Francja           | polski     | RCA Victor         | „Miłość jest jak niedziela”               | 9       | 8      |
| 04 | ZSRR              | rosyjski   | Roksana Babajan    | „Maja liubow”                             | 5       | 47     |
| 05 | Finlandia         | polski     | Bonbon             | „Besame mucho”                            | 9       | 8      |
| 06 | Polska            | polski     | Zbigniew Wodecki   | „Izolda”                                  | 7       | 24     |
| 07 | Wielka Brytania   | angielski  | Maggie Ryder       | „Don’t Play Another Love Song”            | 3       | 56     |
| 08 | Belgia            | angielski  | Dream Express      | „Just Wanna Dance with You”               | 1       | 82     |
| 09 | Francja           | angielski  | Remy Saint – Marin | „Pathe Marconi”                           | 9       | 8      |
| 10 | Grecja            | angielski  | Robert end Tzina   | „Honogram”                                | 8       | 16     |
| 11 | NRD               | polski     | Zespół „Wir”       | „Wyspa dzieci”                            | 6       | 32     |
| 12 | Stany Zjednoczone | angielski  | Rory Glock         | „Sell Out”                                | 4       | 48     |
| 13 | RFN               | angielski  | Randolf Rose       | „Dance My Spanish Lady”                   | 8       | 16     |
| 14 | Kuba              | hiszpański | Pablo Santa Maria  | „Sobran razones para amar Valladares”     | 9       | 8      |
| 15 | Wielka Brytania   | angielski  | Domino             | „Give Me Just a Little Beat of You Heart” | 9       | 8      |
| 16 | Polska            | polski     | Dwa Plus Jeden     | „Windą do nieba”                          | 2       | 68     |

## Jury Konkursu Wytwórni Fonograficznych
- Belgia: Henri Seroka
- Polska: Henryk Debich, Dariusz Retelski
- Bułgaria: Guergini Ganev
- Grecja: Taluis Cambos
- Turcja: Erkan Ozerman
- Hiszpania: Augusto Alguero
- ZSRR: Murad Kazmojew
- Japonia: Akio Yjima

## Konkurs Interwizji
|    | Kraj           | Język     | Wykonawca          | Tytuł                                  | Miejsce | Punkty |
| -- | -------------- | --------- | ------------------ | -------------------------------------- | ------- | ------ |
| 01 | NRD            | niemiecki | 4PS                | „Nachtigall”                           | 2       | 64     |
| 02 | Rumunia        | rumuński  | Michaela Oancea    | „Scuzati”                              | 4       | 22     |
| 03 | Bułgaria       | bułgarski | Tonika             | „Proszczanie”                          | 5       | 10     |
| 04 | Polska         | polski    | Lidia Stanisławska | „Gwiazda nad Tobą”                     | 3       | 48     |
| 05 | Czechosłowacja | czeski    | Václav Neckář      | „Patrik”                               | 1       | 88     |
| 06 | ZSRR           | rosyjski  | Ałła Pugaczowa     | „Все могут короли” (Wsio mogut koroli) | 1       | 88     |

## Jury
- Bułgaria: Atanas Kosew
- Polska: Zbigniew Napierała, Barbara Pietkiewicz, Jerzy Gruza
- Czechosłowacja: Jiří Malásek
- Finlandia: Jarmo Porola
- Rumunia: Titus Muntenua
- Kuba: Alberto Vera
- Węgry: Gábor Tánczos
- ZSRR: Stella I. Żolanowa

|                                                            | Głosy w finale |    |    |                |           |    |      |    |    |    |
| PUNKTY                                                     | Razem          |    |    | Czechosłowacja | Finlandia |    | Kuba |    |    |    |
| Uczestnicy                                                 | NRD            | 64 | 8  | 8              | 8         | 8  | 8    | 8  | 8  | 8  |
| Uczestnicy                                                 | Rumunia        | 22 | 1  | 3              | 3         | 3  | 3    | 3  | 3  | 3  |
| Uczestnicy                                                 | Bułgaria       | 10 | 3  | 1              | 1         | 1  | 1    | 1  | 1  | 1  |
| Uczestnicy                                                 | Polska         | 48 | 6  | 6              | 6         | 6  | 6    | 6  | 6  | 6  |
| Uczestnicy                                                 | Czechosłowacja | 88 | 10 | 12             | 10        | 12 | 10   | 12 | 10 | 12 |
| Uczestnicy                                                 | ZSRR           | 88 | 12 | 10             | 12        | 10 | 12   | 10 | 12 | 10 |
| Kraje w tabeli są uporządkowane w kolejności występowania. |                |    |    |                |           |    |      |    |    |    |